# Mbox (ljudkort)
Mbox är ett externt ljudkort för USB-bussen. Produkten lanserades 2002 av mjuk- och hårdvaruföretaget Digidesign. Enheten konkurrerar med till exempel M-Audio Audiophile USB och Soundblaster Extigy. Enheten är kompatibel med Digidesigns professionella ProTools-mjukvara.